# Ван Чэн, Люция
Люция Ван Чэн (кит. 王成 璐琪, 1882, Хэбэй — 28 июля 1900, Хэбэй) — святая Римско-католической церкви, мученица.

## Биография
Люция Ван Чэн родилась в 1882 году в селении Лаочуньтань, провинция Хэбэй. Воспитывалась в сиротском доме, основанном католическим священником в селении Ванла. В 1899—1900 годах в Китае вспыхнуло ихэтуаньское восстание, во время которого повстанцами жестоко преследовались христиане. 24 июля 1900 года повстанцы захватили селение Ванла, сожгли католическую церковь и убили всех католиков, которые не успели скрыться. Повстанцы оставили в живых только сирот, среди которых были Люция Ван Чэн, Мария Фань Кунь, Мария Чжэн Сюй и Мария Ци Юй. Повстанцы потребовали от девочек отказаться от христианской веры. Девочки остались верны своей вере, за что были убиты повстанцами 28 июня 1900 года.

## Прославление
Люция Ван Чэн была беатифицирована 17 апреля 1955 года римским папой Пием XII и канонизирована 1 октября 2000 года римским папой Иоанном Павлом II вместе с группой 120 китайских мучеников.
День памяти в Католической церкви — 9 июля.

## Источник
- George G. Christian OP, Augustine Zhao Rong and Companions, Martyrs of China, 2005, стр. 85 (англ.)